# Lento (canción de RBD)
«Lento» es la primera canción de RBD en el género reguetón también cuenta con la canción Money Money. Lento fue producida por Luny Tunes.  Es presentada en el álbum de Luny Tunes y Tainy Mas Flow: Los Benjamins

## Posicionamiento
| Listas (2006)                  | Posición |
| ------------------------------ | -------- |
| Chilean Hot 100 Airplay        | 1        |
| Colombia Hot 100 Airplay       | 49       |
| Ibero-American Hot 100 Airplay | 71       |
| Peruvian Hot 100 Airplay       | 25       |